# Copa auroplumosa
Copa auroplumosa är en spindelart som beskrevs av Embrik Strand 1907. Copa auroplumosa ingår i släktet Copa och familjen flinkspindlar.
Artens utbredningsområde är Madagaskar. Inga underarter finns listade i Catalogue of Life.